# Severovýchodní Syrtis

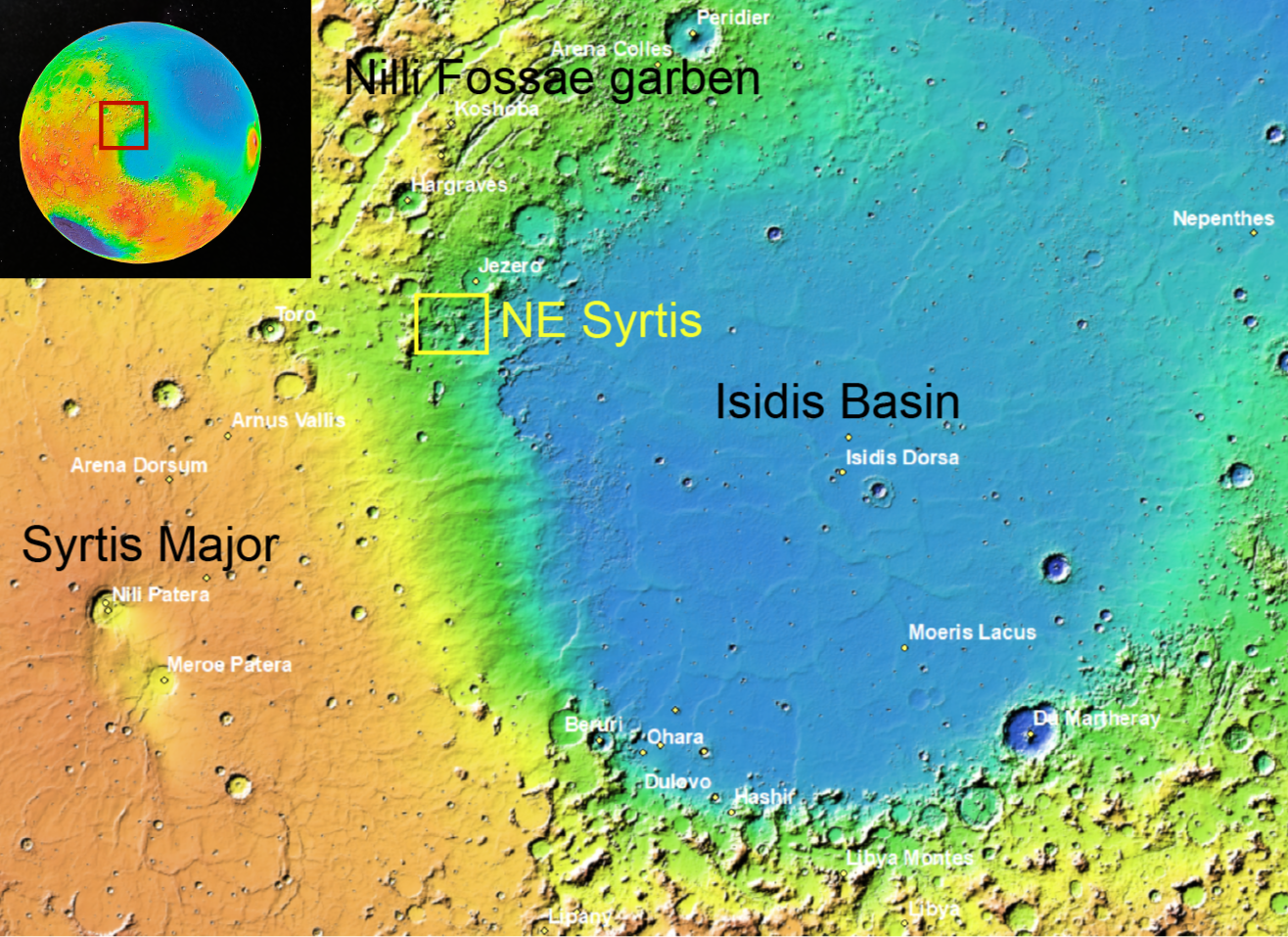
Žlutý obdélník označuje umístění Severovýchodní Syrtis Major.Syrtis Major je jednou z největších vulkanických oblastní na Marsu. Západní část je impaktní pánev – Isidis, která má asi 1500 km v průměru.

Severovýchodní Syrtis je oblast Marsu, kterou NASA zvažovala jako jedno z míst pro přistání roveru Mars 2020, Perseverance. 
Tento kandidát na místo přistání neuspěl v konkurenci kráteru Jezero, dalším kandidátem vzdáleným desítky kilometrů od Severovýchodní Syrtis.  Nachází se na severní polokouli Marsu na souřadnicích 18° s. š., 77° v. d., v severovýchodní části vulkanické oblasti Syrtis Major, v prstencové struktuře impaktní pánve Isidis. Tato oblast obsahuje rozmanité morfologické rysy a minerály, což naznačuje, že zde kdysi tekla voda.    V minulosti se zde mohli rozvíjet a prosperovat mikrobi.
Vrstvený terén severovýchodní Syrtis je na povrchu Marsu jedinečný a obsahuje různé minerály z vodního prostředí, jako například jíl, uhličitany a sírany,   stejně jako magmatické minerály, jako je olivín a vysocevápenaté a nízkovápenaté pyroxeny. Jílové minerály vznikají při interakci mezi vodou a horninou  a síranové minerály se obvykle tvoří intenzivním odpařováním na Zemi. Podobné procesy se mohly dít i na Marsu při tvorbě těchto minerálů, což naznačuje, že probíhala interakce vody a hornin. Kromě toho megabreccia, možná nejstarší materiál v této oblasti (některé bloky mají více než 100 m v průměru), mohla poskytnout pohled na primární kůru, když Mars vznikl. Místo je ideálním místem pro studium vývoje povrchu Marsu, jako je např. tvorba impaktních pánví, fluviální aktivita (systém údolí a kanálků), aktivity podzemní vody, historie zalednění a vulkanická činnost. 